# Troisième circonscription du Tarn
La troisième circonscription du Tarn est l'une des trois circonscriptions législatives françaises que compte le département du Tarn (81) situé en région Occitanie.

## Description géographique et démographique

### Avant le redécoupage de 2010
La troisième circonscription du Tarn est délimitée par le découpage électoral de la loi no 86-1197 du 24 novembre 1986
, elle regroupe les divisions administratives suivantes : 
- Canton d'Alban
- Canton de Brassac
- Canton de Castres-Est
- Canton de Castres-Nord
- Canton de Castres-Sud
- Canton de Lacaune
- Canton de Montredon-Labessonnié
- Canton de Murat-sur-Vèbre
- Canton de Réalmont
- Canton de Roquecourbe
- Canton de Vabre

D'après le recensement général de la population en 1999, réalisé par l'Institut national de la statistique et des études économiques (INSEE), la population totale de cette circonscription est estimée à 78 411 habitants,.

### Après le redécoupage de 2010
Depuis le redécoupage de 2010 elle regroupe les cantons suivants : 
- Canton de Castres-Nord
- Canton de Castres-Ouest
- Canton de Cuq-Toulza
- Canton de Dourgne
- Canton de Labruguière
- Canton de Lautrec
- Canton de Lavaur
- Canton de Montredon-Labessonnié
- Canton de Mazamet-Nord-Est
- Canton de Mazamet-Sud-Ouest
- Canton de Puylaurens
- Canton de Saint-Amans-Soult
- Canton de Saint-Paul-Cap-de-Joux
- Canton de Vielmur-sur-Agout

La population totale de cette circonscription est alors estimée à 127 897 habitants.

## Historique des députations
| Législature | Début de mandat | Fin de mandat  | Député            | Parti politique | Observations |
| ----------- | --------------- | -------------- | ----------------- | --------------- | --- |
| Ire         | 9 décembre 1958 | 9 octobre 1962 | Henri Yrissou     | CNIP            | Mandat écourté à la suite d'une dissolution parlementaire décidée par Charles de Gaulle.                                                                       |
| IIe         | 6 décembre 1962 | 2 avril 1967   | Georges Spénale   | SFIO            | |
| IIIe        | 3 avril 1967    | 30 mai 1968    | Georges Spénale   | SFIO            | Mandat écourté à la suite d'une dissolution parlementaire décidée par Charles de Gaulle.                                                                       |
| IVe         | 11 juillet 1968 | 1er avril 1973 | Georges Spénale   | SFIO            | |
| Ve          | 2 avril 1973    | 2 avril 1978   | Georges Spénale   | PS              | |
| VIe         | 3 avril 1978    | 22 mai 1981    | Charles Pistre    | PS              | Mandat écourté à la suite d'une dissolution parlementaire décidée par François Mitterrand.                                                                     |
| VIIe        | 2 juillet 1981  | 1er avril 1986 | Charles Pistre    | PS              | |
| VIIIe       | 2 avril 1986    | 14 mai 1988    | Aucun             | Aucun           | Proportionnelle par département, pas de député par circonscription. Mandat écourté à la suite d'une dissolution parlementaire décidée par François Mitterrand. |
| IXe         | 23 juin 1988    | 1er avril 1993 | Jacques Limouzy   | RPR             | Ancien secrétaire d'état |
| Xe          | 2 avril 1993    | 21 avril 1997  | Jacques Limouzy,  | RPR,            | Mandat écourté à la suite d'une dissolution parlementaire décidée par Jacques Chirac.                                                                          |
| XIe         | 12 juin 1997    | 18 juin 2002   | Jacques Limouzy,  | RPR,            | |
| XIIe        | 19 juin 2002    | 19 juin 2007   | Philippe Folliot, | UDF,            | |
| XIIIe       | 20 juin 2007    | 19 juin 2012   | Philippe Folliot  | App AC          | |
| XIVe        | 20 juin 2012    | 20 juin 2017   | Linda Gourjade    | PS              | |
| XVe         | 21 juin 2017    | 21 juin 2022   | Jean Terlier      | LREM            | |
| XVIe        | 22 juin 2022    | 9 juin 2024    | Jean Terlier      | RE              | Mandat écourté à la suite d'une dissolution parlementaire décidée par Emmanuel Macron.                                                                         |

## Historique des élections

### Élections de 1958
| Candidat       | Candidat          | Parti          | Premier tour | Premier tour | Second tour | Second tour |  |
| Candidat       | Candidat          | Parti          | Voix         | %            | Voix        | %           |  |
| -------------- | ----------------- | -------------- | ------------ | ------------ | ----------- | ----------- |  |
|                | Henri Yrissou élu | CNIP           | 13 708       | 27,25        | 23 767      | 47,23       |  |
|                | René Calvel       | SFIO           | 10 561       | 21           | 14 167      | 28,16       |  |
|                | André Fauvel      | MRP            | 8 787        | 17,47        | Retrait     | Retrait     |  |
|                | Gérard Marroulle  | PCF            | 7 809        | 15,53        | 7 449       | 14,8        |  |
|                | Raoul Lacouture   | Radsoc         | 5 750        | 11,43        | Retrait     | Retrait     |  |
|                | Paul Delrieu      | UNR            | 3 682        | 7,32         | 4 934       | 9,81        |  |
|                |                   |                |              |              |             |             |  |
| Inscrits       | Inscrits          | Inscrits       | 65 707       | 100,00       | 65 702      | 100,00      |  |
| Abstentions    | Abstentions       | Abstentions    | 13 263       | 20,19        | 13 932      | 21,2        |  |
| Votants        | Votants           | Votants        | 52 444       | 79,81        | 51 770      | 78,8        |  |
| Blancs et nuls | Blancs et nuls    | Blancs et nuls | 2 147        | 4,09         | 1 453       | 2,81        |  |
| Exprimés       | Exprimés          | Exprimés       | 50 297       | 95,91        | 50 317      | 97,19       |  |

Le suppléant d'Henri Yrissou était Flavien Malet, conseiller général du canton de Cadalen, maire de Lasgraisses.

### Élections de 1962
| Candidat       | Candidat              | Parti          | Premier tour | Premier tour | Second tour | Second tour |  |
| Candidat       | Candidat              | Parti          | Voix         | %            | Voix        | %           |  |
| -------------- | --------------------- | -------------- | ------------ | ------------ | ----------- | ----------- |  |
|                | Henri Yrissou sortant | CNIP           | 15 094       | 32,8         | 19 710      | 39,78       |  |
|                | Georges Spénale élu   | SFIO           | 9 610        | 20,89        | 22 282      | 44,97       |  |
|                | Gérard Marroulle      | PCF            | 8 215        | 17,85        | Retrait     | Retrait     |  |
|                | Jean Maynard          | UNR-UDT        | 8 176        | 17,77        | 7 561       | 15,26       |  |
|                | Daniel Dollfus        | Radsoc         | 4 917        | 10,69        | Retrait     | Retrait     |  |
|                |                       |                |              |              |             |             |  |
| Inscrits       | Inscrits              | Inscrits       | 65 409       | 100,00       | 65 397      | 100,00      |  |
| Abstentions    | Abstentions           | Abstentions    | 16 724       | 25,57        | 13 888      | 21,24       |  |
| Votants        | Votants               | Votants        | 48 685       | 74,43        | 51 509      | 78,76       |  |
| Blancs et nuls | Blancs et nuls        | Blancs et nuls | 2 673        | 5,49         | 1 956       | 3,8         |  |
| Exprimés       | Exprimés              | Exprimés       | 46 012       | 94,51        | 49 553      | 96,2        |  |

Le suppléant de Georges Spénale était Léopold Raynaud, artisan ébéniste et cultivateur, maire de Puylaurens, conseiller général du canton de Puylaurens.

### Élections de 1967
| Candidat       | Candidat                      | Parti          | Premier tour | Premier tour | Second tour | Second tour |  |
| Candidat       | Candidat                      | Parti          | Voix         | %            | Voix        | %           |  |
| -------------- | ----------------------------- | -------------- | ------------ | ------------ | ----------- | ----------- |  |
|                | Georges Spénale sortant réélu | FGDS (SFIO)    | 21 266       | 38,9         | 31 300      | 57,2        |  |
|                | Henri Yrissou                 | CNIP (PDM)     | 16 559       | 30,29        | Retrait     | Retrait     |  |
|                | Georges Raynal                | UD-Ve          | 8 776        | 16,06        | 23 425      | 42,8        |  |
|                | Gérard Marroulle              | PCF            | 8 061        | 14,75        | Retrait     | Retrait     |  |
|                |                               |                |              |              |             |             |  |
| Inscrits       | Inscrits                      | Inscrits       | 66 003       | 100,00       | 65 982      | 100,00      |  |
| Abstentions    | Abstentions                   | Abstentions    | 9 544        | 14,46        | 9 286       | 14,07       |  |
| Votants        | Votants                       | Votants        | 56 459       | 85,54        | 56 696      | 85,93       |  |
| Blancs et nuls | Blancs et nuls                | Blancs et nuls | 1 797        | 3,18         | 1 971       | 3,48        |  |
| Exprimés       | Exprimés                      | Exprimés       | 54 662       | 96,82        | 54 725      | 96,52       |  |

Le suppléant de Georges Spénale était Léopold Raynaud.

### Élections de 1968
| Candidat       | Candidat                      | Parti          | Premier tour | Premier tour | Second tour | Second tour |  |
| Candidat       | Candidat                      | Parti          | Voix         | %            | Voix        | %           |  |
| -------------- | ----------------------------- | -------------- | ------------ | ------------ | ----------- | ----------- |  |
|                | Marcel Vieu                   | RI (URP)       | 23 638       | 44,15        | 26 449      | 48,74       |  |
|                | Georges Spénale sortant réélu | FGDS (SFIO)    | 21 794       | 40,7         | 27 812      | 51,26       |  |
|                | Gérard Marroulle              | PCF            | 6 438        | 12,02        |             |             |  |
|                | Jacques Mas                   | PSU            | 1 675        | 3,13         |             |             |  |
|                |                               |                |              |              |             |             |  |
| Inscrits       | Inscrits                      | Inscrits       | 65 607       | 100,00       | 65 598      | 100,00      |  |
| Abstentions    | Abstentions                   | Abstentions    | 10 351       | 15,78        | 10 230      | 15,59       |  |
| Votants        | Votants                       | Votants        | 55 256       | 84,22        | 55 368      | 84,41       |  |
| Blancs et nuls | Blancs et nuls                | Blancs et nuls | 1 711        | 3,1          | 1 107       | 2           |  |
| Exprimés       | Exprimés                      | Exprimés       | 53 545       | 96,9         | 54 261      | 98          |  |

Le suppléant de Georges Spénale était Léopold Raynaud.

### Élections de 1973
| Candidat       | Candidat                      | Parti          | Premier tour | Premier tour | Second tour | Second tour |  |
| Candidat       | Candidat                      | Parti          | Voix         | %            | Voix        | %           |  |
| -------------- | ----------------------------- | -------------- | ------------ | ------------ | ----------- | ----------- |  |
|                | Georges Spénale sortant réélu | PS (UGSD)      | 24 458       | 43,9         | 32 606      | 57,83       |  |
|                | Albert Mamy                   | RI (URP)       | 16 770       | 30,1         | 23 779      | 42,17       |  |
|                | Raymond Durand                | PCF            | 7 372        | 13,23        | Retrait     | Retrait     |  |
|                | Bernard Royer                 | Divers droite  | 3 741        | 6,71         |             |             |  |
|                | François Micoulaud            | CD (MR)        | 3 377        | 6,06         |             |             |  |
|                |                               |                |              |              |             |             |  |
| Inscrits       | Inscrits                      | Inscrits       | 67 587       | 100,00       | 67 582      | 100,00      |  |
| Abstentions    | Abstentions                   | Abstentions    | 10 029       | 14,84        | 9 598       | 14,2        |  |
| Votants        | Votants                       | Votants        | 57 558       | 85,16        | 57 984      | 85,8        |  |
| Blancs et nuls | Blancs et nuls                | Blancs et nuls | 1 840        | 3,2          | 1 599       | 2,76        |  |
| Exprimés       | Exprimés                      | Exprimés       | 55 718       | 96,8         | 56 385      | 97,24       |  |

Le suppléant de Georges Spénale était André Gau, artisan, maire de Briatexte.
Georges Sénateur est élu sénateur le 25 septembre 1977.
Le siège reste vacant.

### Élections de 1978
| Candidat       | Candidat              | Parti          | Premier tour | Premier tour | Second tour | Second tour |  |
| Candidat       | Candidat              | Parti          | Voix         | %            | Voix        | %           |  |
| -------------- | --------------------- | -------------- | ------------ | ------------ | ----------- | ----------- |  |
|                | Charles Pistre élu    | PS             | 18 004       | 28,6         | 33 820      | 51,82       |  |
|                | Albert Mamy           | UDF (PR)       | 17 226       | 27,36        | 31 448      | 48,18       |  |
|                | Raymond Dalle         | RPR            | 9 934        | 15,78        | Retrait     | Retrait     |  |
|                | Raymond Durand        | PCF            | 9 354        | 14,86        | Retrait     | Retrait     |  |
|                | Jacques Esparbié      | MRG            | 5 447        | 8,65         |             |             |  |
|                | François de Chanterac | PSU (FA)       | 1 355        | 2,15         |             |             |  |
|                | Claude Segers         | LO             | 1 120        | 1,78         |             |             |  |
|                | René Ferret           | Divers droite  | 513          | 0,81         |             |             |  |
|                |                       |                |              |              |             |             |  |
| Inscrits       | Inscrits              | Inscrits       | 74 629       | 100,00       | 74 607      | 100,00      |  |
| Abstentions    | Abstentions           | Abstentions    | 9 652        | 12,93        | 7 784       | 10,43       |  |
| Votants        | Votants               | Votants        | 64 977       | 87,07        | 66 823      | 89,57       |  |
| Blancs et nuls | Blancs et nuls        | Blancs et nuls | 2 024        | 3,11         | 1 555       | 2,33        |  |
| Exprimés       | Exprimés              | Exprimés       | 62 953       | 96,89        | 65 268      | 97,67       |  |

Le suppléant de Charles Pistre était Bernard Amigues, professeur, conseiller municipal de Sorèze.

### Élections de 1981
|                | Charles Pistre sortant réélu | PS             | 30 289 | 52,72  |  |  |  |
|                | Louis Maruéjouls             | UDF (CDS)      | 20 747 | 36,10  |  |  |  |
|                | Raymond Durand               | PCF            | 5 441  | 9,46   |  |  |  |
|                | Nicole Roques                | PSU            | 989    | 1,72   |  |  |  |
|                |                              |                |        |        |  |  |  |
| Inscrits       | Inscrits                     | Inscrits       | 75 901 | 100,00 |  |  |  |
| Abstentions    | Abstentions                  | Abstentions    | 17 095 | 22,52  |  |  |  |
| Votants        | Votants                      | Votants        | 58 806 | 77,48  |  |  |  |
| Blancs et nuls | Blancs et nuls               | Blancs et nuls | 1 340  | 2,28   |  |  |  |
| Exprimés       | Exprimés                     | Exprimés       | 57 466 | 97,72  |  |  |  |

Le suppléant de Charles Pistre était Louis Fournès, chercheur, maitre assistant.

### Élections de 1988
| Candidat       | Candidat                      | Parti          | Premier tour | Premier tour | Second tour | Second tour |  |
| Candidat       | Candidat                      | Parti          | Voix         | %            | Voix        | %           |  |
| -------------- | ----------------------------- | -------------- | ------------ | ------------ | ----------- | ----------- |  |
|                | Jacques Limouzy sortant réélu | RPR (URC)      | 18 027       | 42,95        | 24 471      | 54,47       |  |
|                | Philippe Deyveaux             | PS             | 15 932       | 37,96        | 20 454      | 45,53       |  |
|                | Bernard Antony                | FN             | 5 390        | 12,84        |             |             |  |
|                | Élie Cros                     | PCF            | 2 626        | 6,26         |             |             |  |
|                |                               |                |              |              |             |             |  |
| Inscrits       | Inscrits                      | Inscrits       | 58 454       | 100,00       | 58 437      | 100,00      |  |
| Abstentions    | Abstentions                   | Abstentions    | 14 988       | 25,64        | 11 920      | 20,4        |  |
| Votants        | Votants                       | Votants        | 43 466       | 74,36        | 46 517      | 79,6        |  |
| Blancs et nuls | Blancs et nuls                | Blancs et nuls | 1 491        | 3,43         | 1 592       | 3,42        |  |
| Exprimés       | Exprimés                      | Exprimés       | 41 975       | 96,57        | 44 925      | 96,58       |  |

Le suppléant de Jacques Limouzy était Michel Amiel, agriculteur, conseiller municipal de Réalmont.

### Élections de 1993
| Candidat       | Candidat                      | Parti          | Premier tour | Premier tour | Second tour | Second tour |  |
| Candidat       | Candidat                      | Parti          | Voix         | %            | Voix        | %           |  |
| -------------- | ----------------------------- | -------------- | ------------ | ------------ | ----------- | ----------- |  |
|                | Jacques Limouzy sortant réélu | RPR (UPF)      | 18 859       | 47,21        | 23 512      | 59,98       |  |
|                | Bernard Raynaud               | MRG (ADFP)     | 8 296        | 20,77        | 15 688      | 40,02       |  |
|                | Jean-Marc Denier              | FN             | 5 121        | 12,82        |             |             |  |
|                | Josiane Marty-Daunis          | GÉ (EÉ)        | 2 847        | 7,13         |             |             |  |
|                | Élie Cros                     | PCF            | 2 599        | 6,51         |             |             |  |
|                | Fabienne Dimeur               | LT-LNÉ         | 1 556        | 3,89         |             |             |  |
|                | Lucien Valette                | SÉGA           | 673          | 1,68         |             |             |  |
|                |                               |                |              |              |             |             |  |
| Inscrits       | Inscrits                      | Inscrits       | 58 782       | 100,00       | 58 734      | 100,00      |  |
| Abstentions    | Abstentions                   | Abstentions    | 15 467       | 26,31        | 15 881      | 27,04       |  |
| Votants        | Votants                       | Votants        | 43 315       | 73,69        | 42 853      | 72,96       |  |
| Blancs et nuls | Blancs et nuls                | Blancs et nuls | 3 364        | 7,77         | 3 653       | 8,52        |  |
| Exprimés       | Exprimés                      | Exprimés       | 39 951       | 92,23        | 39 200      | 91,48       |  |

Le suppléant de Jacques Limouzy était Michel Amiel.

### Élections de 1997
| Candidat       | Candidat                      | Parti             | Premier tour | Premier tour | Second tour | Second tour |  |
| Candidat       | Candidat                      | Parti             | Voix         | %            | Voix        | %           |  |
| -------------- | ----------------------------- | ----------------- | ------------ | ------------ | ----------- | ----------- |  |
|                | Jacques Esclassan             | PS                | 10 787       | 26,81        | 19 930      | 48,63       |  |
|                | Jacques Limouzy sortant réélu | RPR               | 9 256        | 23           | 21 057      | 51,37       |  |
|                | Philippe Folliot              | Divers droite     | 7 283        | 18,1         | Retrait     | Retrait     |  |
|                | Bernard Antony                | FN                | 5 759        | 14,31        |             |             |  |
|                | Louis Tignères                | PCF               | 3 299        | 8,2          |             |             |  |
|                | Gérard Bastide                | Les Verts         | 1 518        | 3,77         |             |             |  |
|                | Chantal Tressens              | LO                | 957          | 2,38         |             |             |  |
|                | Patrice Buffet                | LDI (MPF)         | 501          | 1,25         |             |             |  |
|                | Jean-Charles Dodeman          | US4J              | 494          | 1,23         |             |             |  |
|                | Eric Boitel de Dienval        | Divers écologiste | 383          | 0,95         |             |             |  |
|                |                               |                   |              |              |             |             |  |
| Inscrits       | Inscrits                      | Inscrits          | 57 875       | 100,00       | 57 861      | 100,00      |  |
| Abstentions    | Abstentions                   | Abstentions       | 15 256       | 26,36        | 12 974      | 22,42       |  |
| Votants        | Votants                       | Votants           | 42 619       | 73,64        | 44 887      | 77,58       |  |
| Blancs et nuls | Blancs et nuls                | Blancs et nuls    | 2 382        | 5,59         | 3 900       | 8,69        |  |
| Exprimés       | Exprimés                      | Exprimés          | 40 237       | 94,41        | 40 987      | 91,31       |  |

Le suppléant de Jacques Limouzy était Michel Amiel.

### Élections de 2002
| Candidat       | Candidat                   | Parti          | Premier tour | Premier tour | Second tour | Second tour |  |
| Candidat       | Candidat                   | Parti          | Voix         | %            | Voix        | %           |  |
| -------------- | -------------------------- | -------------- | ------------ | ------------ | ----------- | ----------- |  |
|                | Pascal Bugis               | UMP            | 11 256       | 27,62        | 13 920      | 43,06       |  |
|                | Philippe Folliot élu       | RPF            | 9 245        | 22,68        | 18 406      | 56,94       |  |
|                | Brigitte Desveaux          | Les Verts      | 5 832        | 14,31        |             |             |  |
|                | Bernard Raynaud            | PRG (PS)       | 4 291        | 10,53        |             |             |  |
|                | Françoise Canac            | FN             | 4 109        | 10,08        |             |             |  |
|                | Nicole Jeanrot             | UDF            | 1 074        | 2,64         |             |             |  |
|                | Marc Albouy                | PCF            | 1 010        | 2,48         |             |             |  |
|                | Richard Amalvy             | RPR            | 949          | 2,33         |             |             |  |
|                | Marie-Francine de Pierpont | CPNT           | 783          | 1,92         |             |             |  |
|                | Yannick Lacoste            | LCR            | 775          | 1,9          |             |             |  |
|                | Florence Maynadier         | Extrême gauche | 407          | 1            |             |             |  |
|                | Chantal Tressens           | LO             | 382          | 0,94         |             |             |  |
|                | Colette André              | MNR            | 199          | 0,49         |             |             |  |
|                | Jean-Jacques Mangiaracina  | Divers gauche  | 179          | 0,44         |             |             |  |
|                | Patrice Buffet             | MPF            | 135          | 0,33         |             |             |  |
|                | Henriette Sablayrolles     | GÉ             | 129          | 0,32         |             |             |  |
|                | Nathalie Kremser           | Divers         | 0            | 0            |             |             |  |
|                |                            |                |              |              |             |             |  |
| Inscrits       | Inscrits                   | Inscrits       | 58 277       | 100,00       | 58 269      | 100,00      |  |
| Abstentions    | Abstentions                | Abstentions    | 16 312       | 27,99        | 20 888      | 35,85       |  |
| Votants        | Votants                    | Votants        | 41 965       | 72,01        | 37 381      | 64,15       |  |
| Blancs et nuls | Blancs et nuls             | Blancs et nuls | 1 210        | 2,88         | 5 055       | 13,52       |  |
| Exprimés       | Exprimés                   | Exprimés       | 40 755       | 97,12        | 32 326      | 86,48       |  |

La suppléante de Philippe Folliot était Claude Dayon, conseillère municipale de Castres.

### Élections de 2007
| Candidat       | Candidat                             | Parti                      | Premier tour | Premier tour | Second tour | Second tour |  |
| Candidat       | Candidat                             | Parti                      | Voix         | %            | Voix        | %           |  |
| -------------- | ------------------------------------ | -------------------------- | ------------ | ------------ | ----------- | ----------- |  |
|                | Philippe Folliot sortant réélu       | Divers droite (Maj. prés.) | 13 381       | 34,25        | 19 927      | 64,78       |  |
|                | Jacques Thouroude                    | Divers droite (UMP)        | 9 982        | 25,55        | 10 832      | 35,22       |  |
|                | Aude Raynaud                         | PRG (PS)                   | 6 330        | 16,20        |             |             |  |
|                | Philippe Guérineau                   | Divers gauche (PCF)        | 4 237        | 10,85        |             |             |  |
|                | Florence Charlopin                   | FN                         | 1 177        | 3,01         |             |             |  |
|                | Yann Puech                           | LCR                        | 772          | 1,98         |             |             |  |
|                | Brigitte Desveaux                    | Les Verts                  | 763          | 1,95         |             |             |  |
|                | Marie-Francine de Pierpont           | CPNT                       | 545          | 1,40         |             |             |  |
|                | Henri Gilles Fournier                | MPF                        | 486          | 1,24         |             |             |  |
|                | Danièle Marc                         | SÉGA                       | 357          | 0,91         |             |             |  |
|                | Michel Parrat                        | MÉI                        | 327          | 0,84         |             |             |  |
|                | Chantal Tressens                     | LO                         | 246          | 0,63         |             |             |  |
|                | Henriette Sablayrolles               | GÉ                         | 191          | 0,49         |             |             |  |
|                | Raymond Cadière                      | MNR                        | 154          | 0,39         |             |             |  |
|                | Jean-Bernard de San Nicolas Espinosa | Divers                     | 120          | 0,31         |             |             |  |
|                |                                      |                            |              |              |             |             |  |
| Inscrits       | Inscrits                             | Inscrits                   | 59 763       | 100,00       | 59 752      | 100,00      |  |
| Abstentions    | Abstentions                          | Abstentions                | 19 656       | 32,89        | 23 357      | 39,09       |  |
| Votants        | Votants                              | Votants                    | 40 107       | 67,11        | 36 395      | 60,91       |  |
| Blancs et nuls | Blancs et nuls                       | Blancs et nuls             | 1 039        | 2,59         | 5 636       | 15,49       |  |
| Exprimés       | Exprimés                             | Exprimés                   | 39 068       | 97,41        | 30 759      | 84,51       |  |

### Élections de 2012
| Candidat       | Candidat                | Parti          | Premier tour | Premier tour | Second tour | Second tour |  |
| Candidat       | Candidat                | Parti          | Voix         | %            | Voix        | %           |  |
| -------------- | ----------------------- | -------------- | ------------ | ------------ | ----------- | ----------- |  |
|                | Bernard Carayon sortant | UMP            | 21 274       | 33,47        | 30 564      | 49,75       |  |
|                | Linda Gourjade élue     | PS             | 15 353       | 24,15        | 30 867      | 50,25       |  |
|                | Didier Houlès           | Divers gauche  | 8 816        | 13,87        |             |             |  |
|                | Jean-Paul Piloz         | FN             | 8 530        | 13,42        |             |             |  |
|                | Philippe Guérineau      | FG (PCF)       | 3 792        | 5,97         |             |             |  |
|                | Anne Laperrouze         | AC             | 3 197        | 5,03         |             |             |  |
|                | Francine Ricouart       | EÉLV           | 1 347        | 2,12         |             |             |  |
|                | Véronique Ruschke       | LT-LNÉ         | 529          | 0,83         |             |             |  |
|                | Chantal Tressens        | LO             | 229          | 0,36         |             |             |  |
|                | Antoine Dequidt         | NPA            | 213          | 0,34         |             |             |  |
|                | Jean Fauché             | Extrême gauche | 164          | 0,26         |             |             |  |
|                | Sandrine Gauthier       | AÉI            | 122          | 0,19         |             |             |  |
|                |                         |                |              |              |             |             |  |
| Inscrits       | Inscrits                | Inscrits       | 98 454       | 100,00       | 98 450      | 100,00      |  |
| Abstentions    | Abstentions             | Abstentions    | 33 727       | 34,26        | 34 570      | 35,11       |  |
| Votants        | Votants                 | Votants        | 64 727       | 65,74        | 63 880      | 64,89       |  |
| Blancs et nuls | Blancs et nuls          | Blancs et nuls | 1 161        | 1,79         | 2 449       | 3,83        |  |
| Exprimés       | Exprimés                | Exprimés       | 63 566       | 98,21        | 61 431      | 96,17       |  |

### Élections de 2017
|                                                                       | |                           |                           |                          |                          |
|                                                                       | | Premier tour 11 juin 2017 | Premier tour 11 juin 2017 | Second tour 18 juin 2017 | Second tour 18 juin 2017 |
|                                                                       | |                           |                           |                          |                          |
|                                                                       | | Nombre                    | % des inscrits            | Nombre                   | % des inscrits           |
| Inscrits                                                              | Inscrits | 101 421                   | 100,00                    | 101 428                  | 100,00                   |
| Abstentions                                                           | Abstentions                                                                                                   | 44 779                    | 44,15                     | 51 387                   | 50,66                    |
| Votants                                                               | Votants | 56 642                    | 55,85                     | 50 041                   | 49,34                    |
|                                                                       | |                           | % des votants             |                          | % des votants            |
| Bulletins blancs                                                      | Bulletins blancs                                                                                              | 944                       | 1,67                      | 4 005                    | 8,00                     |
| Bulletins nuls                                                        | Bulletins nuls                                                                                                | 490                       | 0,87                      | 2 121                    | 4,24                     |
| Suffrages exprimés                                                    | Suffrages exprimés                                                                                            | 55 208                    | 97,47                     | 43 915                   | 87,76                    |
|                                                                       | |                           |                           |                          |                          |
| Candidat Étiquette politique (partis et alliances)                    | Candidat Étiquette politique (partis et alliances)                                                            | Voix                      | % des exprimés            | Voix                     | % des exprimés           |
|                                                                       | |                           |                           |                          |                          |
|                                                                       | Jean Terlier La République en marche                                                                          | 17 931                    | 32,48                     | 22 884                   | 52,11                    |
|                                                                       | Bernard Carayon Les Républicains (Union des démocrates et indépendants - Chasse, pêche, nature et traditions) | 12 988                    | 23,53                     | 21 031                   | 47,89                    |
|                                                                       | Virginie Callejon Front national                                                                              | 8 356                     | 15,14                     |                          |                          |
|                                                                       | Maud Forgeot La France insoumise                                                                              | 6 419                     | 11,63                     |                          |                          |
|                                                                       | Linda Gourjade (députée sortante) Parti socialiste                                                            | 5 006                     | 9,07                      |                          |                          |
|                                                                       | Stéphane Deleforge Europe Écologie Les Verts                                                                  | 1 571                     | 2,85                      |                          |                          |
|                                                                       | Éric Jalade Parti communiste français                                                                         | 798                       | 1,45                      |                          |                          |
|                                                                       | Mimose Ryer Debout la France                                                                                  | 653                       | 1,18                      |                          |                          |
|                                                                       | Nicolas Pinel Écologiste (Parti animaliste)                                                                   | 365                       | 0,66                      |                          |                          |
|                                                                       | Virginie Rivayrand Écologiste (Alliance écologiste indépendante)                                              | 333                       | 0,60                      |                          |                          |
|                                                                       | Chantal Tressens Lutte ouvrière                                                                               | 326                       | 0,59                      |                          |                          |
|                                                                       | Émilie Carbonell Divers (Union populaire républicaine)                                                        | 260                       | 0,47                      |                          |                          |
|                                                                       | Mohamed Djafour Divers (Union des forces citoyennes et républicaines)                                         | 202                       | 0,37                      |                          |                          |
| Source : Ministère de l'Intérieur - Troisième circonscription du Tarn | |                           |                           |                          |                          |

### Élections de 2022
| Résultats des élections législatives des 12 et 19 juin 2022 de la 3e circonscription du Tarn |                          |                          |                          |              |              |             |             |
| Candidat,                                                                                    | Candidat,                | Parti et coalition       | Nuance                   | Premier tour | Premier tour | Second tour | Second tour |
| Candidat,                                                                                    | Candidat,                | Parti et coalition       | Nuance                   | Voix         | %            | Voix        | %           |
|                                                                                              | Julien Lassalle          | LFI (NUPES)              | NUP                      | 12 308       | 22,27        | 21 978      | 46,29       |
|                                                                                              | Jean Terlier             | LREM (ENS)               | ENS                      | 12 281       | 22,22        | 25 496      | 53,71       |
|                                                                                              | Virginie Callejon        | RN                       | RN                       | 12 267       | 22,20        |             |             |
|                                                                                              | Guilhem Carayon          | LR (UDC)                 | LR                       | 8 996        | 16,28        |             |             |
|                                                                                              | Christelle Cabanis       | PRG                      | RDG                      | 4 436        | 8,03         |             |             |
|                                                                                              | Laura Ponce              | REC                      | REC                      | 2 252        | 4,07         |             |             |
|                                                                                              | Claire Daugé             | BO                       | REG                      | 1 205        | 2,18         |             |             |
|                                                                                              | Ophélie Balestan         | PA                       | ECO                      | 542          | 0,98         |             |             |
|                                                                                              | Pierre Laporte           | TEM                      | DVD                      | 537          | 0,97         |             |             |
|                                                                                              | Chantal Tressens         | LO                       | DXG                      | 429          | 0,78         |             |             |
|                                                                                              | Sandra Rey               | PP                       | DIV                      | 11           | 0,02         |             |             |
| Votes valides                                                                                | Votes valides            | Votes valides            | Votes valides            | 55 264       | 97,55        | 47 474      | 87,97       |
| Votes blancs                                                                                 | Votes blancs             | Votes blancs             | Votes blancs             | 897          | 1,58         | 4 059       | 7,52        |
| Votes nuls                                                                                   | Votes nuls               | Votes nuls               | Votes nuls               | 492          | 0,87         | 2 435       | 4,51        |
| Total                                                                                        | Total                    | Total                    | Total                    | 56 653       | 100          | 53 968      | 100         |
| Abstention                                                                                   | Abstention               | Abstention               | Abstention               | 47 517       | 45,61        | 50 203      | 48,19       |
| Inscrits / participation                                                                     | Inscrits / participation | Inscrits / participation | Inscrits / participation | 104 170      | 54,39        | 104 171     | 87,97       |

### Élections de 2024
| Candidat                 | Candidat                 | Parti et coalition       | Nuance                   | Premier tour | Premier tour | Second tour | Second tour |
| Candidat                 | Candidat                 | Parti et coalition       | Nuance                   | Voix         | %            | Voix        | %           |
| ------------------------ | ------------------------ | ------------------------ | ------------------------ | ------------ | ------------ | ----------- | ----------- |
|                          | Guilhem Carayon,         | RAD (RN)                 | UXD                      | 31 748       | 43,51        | 34 722      | 49,01       |
|                          | Jean Terlier             | RE (ENS)                 | ENS                      | 20 870       | 28,60        | 36 127      | 50,99       |
|                          | Julien Lassalle          | LFI (NFP)                | UG                       | 18 525       | 25,39        | Retrait     | Retrait     |
|                          | Claire Daugé             | BO (PU)                  | REG                      | 965          | 1,32         |             |             |
|                          | Chantal Tressens         | LO                       | EXG                      | 767          | 1,05         |             |             |
|                          | Alban Azais              | SE                       | DSV                      | 95           | 0,13         |             |             |
|                          |                          |                          |                          |              |              |             |             |
| Suffrages exprimés       | Suffrages exprimés       | Suffrages exprimés       | Suffrages exprimés       | 72 970       | 96,36        | 70 849      | 93,63       |
| Votes blancs             | Votes blancs             | Votes blancs             | Votes blancs             | 1 794        | 2,37         | 3 265       | 4,31        |
| Votes nuls               | Votes nuls               | Votes nuls               | Votes nuls               | 959          | 1,27         | 1 555       | 2,06        |
| Total                    | Total                    | Total                    | Total                    | 75 723       | 100          | 75 669      | 100         |
| Abstention               | Abstention               | Abstention               | Abstention               | 29 057       | 27,73        | 29 118      | 27,79       |
| Inscrits / participation | Inscrits / participation | Inscrits / participation | Inscrits / participation | 104 780      | 72,27        | 104 787     | 72,21       |